# Sonia Blanco
Sonia Blanco – ekwadorska judoczka.
Brązowa medalistka mistrzostw panamerykańskich w 1980 roku.